# System kontroli trakcji

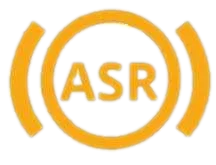
kontrolka systemu ASR

Układ kontroli trakcji, system kontroli trakcji, TCS (ang. traction control system, dosł. „system kontroli trakcji”), ASR (niem. Antriebsschlupfregelung, dosł. „regulacja poślizgu napędu”) – system zaliczany do grupy systemów Advanced Vehicle Control Systems (Automated Highway Systems), którego głównym zadaniem jest niedopuszczenie do nadmiernego poślizgu kół pojazdu podczas przyspieszania, objawiającego się ich buksowaniem. Układ kontroli trakcji wchodzi w skład układu stabilizacji toru jazdy (ESC).
Pośrednio systemy takie mogą wpływać również na polepszenie właściwości trakcyjnych pojazdu podczas ruchu w zakręcie. Większość systemów działa jedynie w zakresie niskich prędkości pojazdu (do 40 km/h) aczkolwiek budowane są też wersje działające dla całego zakresu prędkości. Jest kolejnym, po systemie ABS, podwyższającym bezpieczeństwo czynne. Działanie systemu wpływa także na zmniejszenie zużycia opon i paliwa. System ten wykorzystuje elementy systemu ABS. Może również wykorzystywać inne elementy, jak jednostkę sterującą pracą silnika.
W zależności od producenta samochodu system taki może posiadać różne nazwy. W Polsce jednym z popularniejszych określeń jest ASR (od niem. Antriebsschlupfregelung). Nazwa ASR jest wykorzystywana w pojazdach produkowanych m.in. przez koncern Mercedes-Benz, Volkswagen, Fiat lub Rover. Koncerny Ford, Saab, Mazda oraz Chevrolet (Daewoo) stosują nazwę TCS (od ang. Traction control system). Toyota stosuje nazwę TRC (od ang. Track control). Firma BMW stosuje oznaczenie ASC+T lub nowszy model DSC (ang. Dynamic stability control). Stosowane są również oznaczenia TC (ang. Traction Control) i inne.

## Zasada działania
W momencie rozpoznania przez jednostkę sterującą poślizgu któregoś z kół lub osi (różnica częstotliwości sygnałów z czujników ABS dla różnych kół jest większa niż podczas normalnej jazdy), następuje zmniejszenie ich prędkości, które realizowane może być na kilka sposobów:
- wykorzystanie hamulców do przyhamowania kół znajdujących się w poślizgu – rozwiązanie zapewniające szybki czas reakcji systemu, jednakże negatywnie wpływające na komfort podróży.
- opóźnienie zapłonu lub całkowite jego odłączenie przy jednoczesnym odcięciu wtrysku
- przymknięcie przepustnicy – w rozwiązaniach, gdzie przepustnica jest sterowana elektronicznie by wire, jest ona przymykana wbrew woli kierowcy. W rozwiązaniach tradycyjnych występuje dodatkowa przepustnica. Rozwiązanie najbardziej komfortowe, ale o najdłuższym czasie reakcji.

W zależności od szczegółowych rozwiązań wykorzystywany jest tylko jeden sposób sterowania, dwa lub wszystkie.
W pojeździe bez systemu kontroli trakcji po najechaniu na śliską powierzchnię przez jedno z kół napędowych, spadnie opór stawiany układowi napędowemu przez to koło, koło zacznie się obracać szybciej, niż wynika to z prędkości toczenia się koła, w wyniku czego będą wzrastały obroty układu napędowego. Na skutek (efekt uboczny) działania mechanizmu różnicowego, który powoduje, że moment obrotowy jest taki sam na wszystkich kołach napędzanych, drugie koło napędowe toczące się prawidłowo nie będzie wykorzystywać swej przyczepności. Zjawisko utrudnia ruszenie, gdy jedno z kół jest na śliskiej nawierzchni, utrudnia jazdę po śliskiej nawierzchni szczególnie na zakręcie. Zjawisko to występuje też w wyniku najechania na kałużę – wówczas silnik, który utracił obciążenie, gwałtownie zwiększa obroty, a po odzyskaniu przyczepności układ napędowy musi wytracić obroty do prędkości wynikającej z prędkości jazdy, co wywołuje szarpnięcie pojazdem, zmianę warunków przyczepności kół do jezdni, bardzo niebezpieczne na zakrętach.
W samochodzie wyposażonym w system kontroli trakcji, system wykrywa taki stan – gdy na śliskiej powierzchni kręci się tylko jedno z kół napędowych – system kontroli trakcji ogranicza moc silnika, a następnie włącza częściowo hamulec ślizgającego się koła, tak aby układ różnicowy mimo wszystko przeniósł moment napędowy również na drugie koło. W ten sposób, dzięki systemowi kontroli trakcji, na śliskiej powierzchni optymalnie napędzane są wszystkie koła napędowe. Należy zauważyć, iż w tym przypadku system kontroli trakcji działa jako elektroniczna blokada mechanizmu różnicowego.